# Bariumhydroxid
Bariumhydroxid är en kemisk förening med formeln Ba(OH)2. Föreningen kallas även barythydrat eller barytvatten.

## Egenskaper
Bariumhydroxid löst i vatten är starkt basiskt (pKb = -2.02). Lösligheten ökar kraftigt med temperaturen (947 g/l vid 80 °C). I kristallform förekommer det oftast som monohydrat eller octahydrat.
Bariumhydroxid reagerar med koldioxid (CO2) och bildar bariumkarbonat (BaCO3)
{\displaystyle {\rm {Ba(OH)_{2}+CO_{2}\rightarrow BaCO_{3}+H_{2}O}}}

## Framställning
Bariumhydroxid bildas då bariumoxid (BaO) löses i vatten.
{\displaystyle {\rm {BaO+H_{2}O\rightarrow Ba(OH)_{2}}}}

## Användning
Bariumhydroxid används analytisk kemi för att rena vatten från karbonatjoner (kolsyra). Bariumhydroxiden neutraliserar kolsyran och bildar bariumkarbonat som fälls ut i fast form.
{\displaystyle {\rm {Ba(OH)_{2}+H_{2}CO_{3}\rightarrow BaCO_{3}\downarrow +\ 2\ H_{2}O}}}